# André van der Toorn
André van der Toorn (Athene, 23 maart 1962) is een voormalig Nederlands presentator.

## Biografie
Van der Toorn werd geboren in Griekenland met als voornaam Kostas. Hij werd ter adoptie afgestaan en verhuisde al op jonge leeftijd naar Nederland. Hij groeide op in Den Haag. Hij had op de middelbare school al belangstelling voor toneel en cabaret. Na zijn eindexamen ging hij werken voor de televisie.

## Carrière
In de jaren tachtig was hij werkzaam als televisieredacteur bij AVRO's Televizier.
In 1992 maakte hij de overstap naar de KRO. Daar ging hij werken als eindredacteur van de Aso Show, waarin hij ook rollen speelde. In 1999 was hij eindredacteur van het programma Ook dat nog!. Hij produceerde ook het programma Verre collega's van Aad van den Heuvel. Verder was Van der Toorn betrokken bij televisieprogramma's als Man bijt hond en Gestrand!, en presenteerde hij onder meer Ben je belazerd (1999) en In Sydney staat een huis. Daarnaast speelde hij het personage Dr. Flippo in een reclamereeks van kinderzender Fox Kids.
Bij het grote publiek werd Van der Toorn bekend als presentator van het programma Wegmisbruikers bij SBS6, dat van 2003 tot in 2020 werd uitgezonden. Voor SBS6 presenteerde hij nog andere programma's, zoals Verboden in te rijden! (2002) en Van onze Centen. In 2016 volgde hij Pepijn Bierenbroodspot op als presentator van het programma Reportage. 
Op 11 december 2020 werd bekend dat Van der Toorn, wiens contract eind maart 2021 is afgelopen, niet meer terugkeert op SBS6.

## Privé
In juni 2017 werd bekend dat bij Van der Toorn lymfeklier- en botkanker was geconstateerd. Tijdens zijn ziekte is hij gescheiden van zijn vrouw. In 2018 werd hij genezen verklaard.